# Čoknutye
Čoknutye (Чокнутые) è un film del 1991 diretto da Alla Surikova.

## Trama
Il film racconta la storia quasi fantastica della costruzione della ferrovia da San Pietroburgo a Carskoye Selo.